# Triencentrus amazonicus
Triencentrus amazonicus är en insektsart som beskrevs av Brunner von Wattenwyl 1895. Triencentrus amazonicus ingår i släktet Triencentrus och familjen vårtbitare. Inga underarter finns listade i Catalogue of Life.